# Volta a Portugal
Volta a Portugal (port. Volta a Portugal em Bicicleta, pol. Wyścig Dookoła Portugalii) – wieloetapowy wyścig kolarski rozgrywany w Portugalii.
Pierwsza edycja wyścigu rozegrana została w 1927. W wyścigu triumfowali zazwyczaj reprezentanci gospodarzy (Portugalczycy zwyciężyli 61 razy na 86 edycji). Rekordzistą pod względem liczby zwycięstw jest Hiszpan David Blanco (pięć razy). W 1997 wyścig wygrał Polak Zenon Jaskuła. Było to jedyne dotychczas zwycięstwo w klasyfikacji końcowej polskiego kolarza.
Wyścig miał w latach 2005–2009 kategorię 2.HC. Od 2010 roku ma kategorię 2.1. i należy do UCI Europe Tour.

## Lista zwycięzców
| Rok                      | Pierwsze                     | Drugie                       | Trzecie                   |
| ------------------------ | ---------------------------- | ---------------------------- | ------------------------- |
| 1927                     | Augusto de Carvalho          | Manuel Nunes De Abreu        | Quirino De Oliveira       |
| 1928-1930 nie rozgrywano |                              |                              |                           |
| 1931                     | José Maria Nicolau           | Alfredo Trindade             | João Francisco            |
| 1932                     | Alfredo Trindade             | José Maria Nicolau           | Carlos Domingos Leal      |
| 1933                     | Alfredo Trindade             | Ezequiel Lino                | César Luís                |
| 1934                     | José Maria Nicolau           | Ezequiel Lino                | Adelino Aguiar da Cunha   |
| 1935                     | César Luís                   | José Marquez                 | Filipe Moreira de Melo    |
| 1936-1937 nie rozgrywano |                              |                              |                           |
| 1938                     | José Albuquerque             | Filipe Moreira de Melo       | José Fernandes            |
| 1939                     | Joaquim Fernandes            | António Bartolomeu           | Joaquim Martins De Aguiar |
| 1940                     | José Albuquerque             | Joaquim Martins De Aguiar    | Adelino Aguiar da Cunha   |
| 1941                     | Francisco Inácio             | José Martins                 | José Aniceto Bruno        |
| 1942-1945 nie rozgrywano |                              |                              |                           |
| 1946                     | José Martins                 | Fernando Moreira             | João Rebelo               |
| 1947                     | José Martins                 | João Rebelo                  | Império Dos Santos        |
| 1948                     | Fernando Moreira             | Emilio Rodríguez             | João Rebelo               |
| 1949                     | Dias dos Santos              | Attilio Lambertini           | Joaquim Gonçalves De Sá   |
| 1950                     | Dias dos Santos              | Mario Fazio                  | Moreira de Sá             |
| 1951                     | Alves Barbosa                | Manuel Rodríguez Barros      | Emilio Rodríguez          |
| 1952                     | Moreira de Sá                | Emilio Rodríguez             | Manuel Rodríguez Barros   |
| 1953-1954 nie rozgrywano |                              |                              |                           |
| 1955                     | José Manuel Ribeiro da Silva | Sousa Santos Sr.             | Alves Barbosa             |
| 1956                     | Alves Barbosa                | José Manuel Ribeiro da Silva | João Marcelino            |
| 1957                     | José Manuel Ribeiro da Silva | Sousa Santos Sr.             | Agostinho Ferreira        |
| 1958                     | Alves Barbosa                | José Carlos Sousa Cardoso    | Aquiles Dos Santos        |
| 1959                     | Carlos Carvalho              | Jorge Corvo                  | Sousa Santos Sr.          |
| 1960                     | José Carlos Sousa Cardoso    | Antonio Baptista             | Antonio Gómez del Moral   |
| 1961                     | Mário Silva                  | Augusto Marcaletti           | Alberto Carvalho          |
| 1962                     | José Pacheco                 | Peixoto Alves                | Jorge Corvo               |
| 1963                     | João Roque                   | Jorge Corvo                  | Peixoto Alves             |
| 1964                     | Joaquim Leão                 | Jorge Corvo                  | João Roque                |
| 1965                     | Peixoto Alves                | João Roque                   | Mário Silva               |
| 1966                     | Francisco Valada             | Peixoto Alves                | Sérgio Páscoa             |
| 1967                     | Antoon Houbrechts            | João Roque                   | Manuel Correia            |
| 1968                     | Américo Silva                | Joaquim Agostinho            | Leonel Miranda            |
| 1969                     | Joaquim Andrade              | Fernando Mendes              | Mário Silva               |
| 1970                     | Joaquim Agostinho            | Firmino Bernardino           | José Florencio            |
| 1971                     | Joaquim Agostinho            | Alain Santy                  | Firmino Bernardino        |
| 1972                     | Joaquim Agostinho            | José Martins Freitas         | José Luis Galdamez        |
| 1973                     | Jesús Manzaneque             | Fernando Mendes              | José Martins Freitas      |
| 1974                     | Fernando Mendes              | Dinis Alves da Silva         | Antonio Lopes Martins     |
| 1975 nie rozgrywano      |                              |                              |                           |
| 1976                     | Firmino Bernardino           | António Fernandes            | Floriano Mendes           |
| 1977                     | Adelino Teixeira             | Joaquim Sousa Santos         | Joaquim Andrade           |
| 1978                     | Belmiro Silva                | Armindo Lúcio                | Adelino Teixeira          |
| 1979                     | Joaquim Sousa Santos         | Belmiro Silva                | Fernando Fernandes        |
| 1980                     | Francisco Alves Miranda      | Luís Vargues                 | Belmiro Silva             |
| 1981                     | Manuel Zeferino              | Venceslau Fernandes          | Fernando Fernandes        |
| 1982                     | Marco Chagas                 | Adelino Teixeira             | Manuel Zeferino           |
| 1983                     | Marco Chagas                 | António Pinto                | Belmiro Silva             |
| 1984                     | Venceslau Fernandes          | Manuel Zeferino              | Manuel Cunha              |
| 1985                     | Marco Chagas                 | Eduardo Correia              | Venceslau Fernandes       |
| 1986                     | Marco Chagas                 | Benedicto Ferreira           | António Pinto             |
| 1987                     | Manuel Cunha                 | Manuel De Sa Neves           | Fernando Fernandes        |
| 1988                     | Cayn Theakston               | Jorge Silva                  | Joaquim Gomes             |
| 1989                     | Joaquim Gomes                | Cássio Freitas               | António Alves             |
| 1990                     | Fernando Carvalho            | Joaquim Gomes                | Jorge Silva               |
| 1991                     | Jorge Silva                  | Orlando Rodrigues            | Vicente Ridaura           |
| 1992                     | Cássio Freitas               | Quintino Rodrigues           | Manuel Luis Abreu Campos  |
| 1993                     | Joaquim Gomes                | Vítor Gamito                 | Luis Espinosa             |
| 1994                     | Orlando Rodrigues            | Vítor Gamito                 | Joaquim Gomes             |
| 1995                     | Orlando Rodrigues            | Quintino Rodrigues           | Delmino Pereira           |
| 1996                     | Massimiliano Lelli           | Vítor Gamito                 | Manuel Luis Abreu Campos  |
| 1997                     | Zenon Jaskuła                | Wladimir Belli               | Joaquim Gomes             |
| 1998                     | Marco Serpellini             | Orlando Rodrigues            | Wladimir Belli            |
| 1999                     | David Plaza                  | Vítor Gamito                 | Melchor Mauri             |
| 2000                     | Vítor Gamito                 | Claus Michael Møller         | Andriej Zinczenko         |
| 2001                     | Fabian Jeker                 | Andriej Zinczenko            | Juan Miguel Mercado       |
| 2002                     | Claus Michael Møller         | Joan Horrach                 | Rui Sousa                 |
| 2003                     | Nuno Ribeiro                 | Claus Michael Møller         | Rui Lavarinhas            |
| 2004                     | David Bernabeu               | David Arroyo                 | Nuno Ribeiro              |
| 2005                     | Władimir Jefimkin            | Cândido Barbosa              | Adolfo García Quesada     |
| 2006                     | David Blanco                 | Héctor Guerra                | Cândido Barbosa           |
| 2007                     | Xavier Tondó                 | Cândido Barbosa              | Héctor Guerra             |
| 2008                     | David Blanco                 | Héctor Guerra                | Rubén Plaza               |
| 2009                     | David Blanco                 | David Bernabeu               | Rubén Plaza               |
| 2010                     | David Blanco                 | David Bernabeu               | Sergio Pardilla           |
| 2011                     | Ricardo Mestre               | André Cardoso                | Rui Sousa                 |
| 2012                     | David Blanco                 | Hugo Sabido                  | Rui Sousa                 |
| 2013                     | Alejandro Marque             | Gustavo César Veloso         | Rui Sousa                 |
| 2014                     | Gustavo César Veloso         | Rui Sousa                    | Delio Fernández           |
| 2015                     | Gustavo César Veloso         | Joni Brandão                 | Alejandro Marque          |
| 2016                     | Rui Vinhas                   | Gustavo César Veloso         | Daniel Eduardo Silva      |
| 2017                     | Raúl Alarcón Amaro Antunes   | Vicente García de Mateos     | Rinaldo Nocentini         |
| 2018                     | Raúl Alarcón Joni Brandão    | Vicente García de Mateos     | Edgar Pinto               |
| 2019                     | João Rodrigues               | Joni Brandão                 | Gustavo César Veloso      |
| 2020                     | Amaro Antunes                | Gustavo César Veloso         | Frederico Figueiredo      |
| 2021                     | Amaro Antunes                | Mauricio Moreira             | Alejandro Marque          |
| 2022                     | Mauricio Moreira             | Frederico Figueiredo         | António Carvalho          |
| 2023                     | Colin Stüssi                 | Txomin Juaristi              | António Carvalho          |
| 2024                     | Artiom Nycz                  | Colin Stüssi                 | Abner González            |
| 2025                     |                              |                              |                           |